# Avibrissia longirostris
Avibrissia longirostris är en tvåvingeart som beskrevs av Malloch 1932. Avibrissia longirostris ingår i släktet Avibrissia och familjen parasitflugor. Inga underarter finns listade i Catalogue of Life.